# Korsört
Korsört (Senecio vulgaris) är en art i familjen korgblommiga växter och ett mycket vanligt ogräs. 
Som ogräs är den ganska harmlös eftersom den är liten och har svag, ettårig rot. Liksom andra ettåriga örter producerar den stora mängder frön med hög grobarhet. Därför kan det bli ganska mycket av den. Den är ovanligt härdig mot kyla och har lång blomningstid. Det är vanligt att den blommar så långt fram som i november och vid varmt väder blommar den hela vintern. Till och med de plantor som gror på hösten hinner med att blomma och få en del frukter mogna. Höstgroddplantorna övervintrar. Hos denna art är alla korgens blomkronor rörformiga. 
Den överblommade och tömda korgen åskådliggör mycket tydligt det beroendeförhållande som blomkorgens holkfjäll har till sina blommor och frukter. De inre, egentliga holkfjällen är nämligen både under knoppstadiet, blomningen och fruktutvecklingen hårt slutna, så att holken vid mynningen är smalare än vid basen eller av kägellik form. Men när frukterna är mogna, och deras svävapparat är fullt utvecklad, riktar sig holkfjällen allt mer utåt och blir till slut nedåtriktade för att inte vara i vägen för spridningen av de frukter som de tidigare omslutit och skyddat.

## Namnförväxling
En helt annan art, ormbär, Paris quadrifolia, har på sina håll också kallats korsört.